# MINEサーキット
座標: 北緯34度8分35.08秒 東経131度6分12.42秒 / 北緯34.1430778度 東経131.1034500度
MINEサーキット（みねサーキット）は、山口県美祢市にかつて存在していた自動車レース場（サーキット）。1972年（昭和47年）11月に開業し、数回の拡張を経て全日本クラスのレースが開催されるまでになったが、2006年（平成18年）2月28日に閉鎖。その後はマツダの美祢自動車試験場となった。

## 歴史
鈴鹿サーキット、富士スピードウェイ、筑波サーキット、中山サーキットに次ぐ国内で5番目の歴史を持つサーキットとして、1972年11月に厚保サーキット（あつサーキット）の名称で開業。全長1,300m程の短いコースで、翌1973年4月1日に開催された開幕戦「西日本オールスターレース」は時計回りだったが、以後のレースは日本では珍しい反時計回りで行われることとなった。1976年半ばに全長が2,815mまで延伸され、名称が西日本サーキット（にしにほんサーキット）に変更された。
1991年に大規模改修を行い全長3,330mの時計回りのコースとなり、名称もMINEサーキット（運営会社グループにちなみ、セントラルパークMINEサーキット（CP MINEサーキット）とも呼ばれた）に変更された。1コーナーの前後に長いストレートを配置するものの、高速コーナーに乏しく、基本的に短い距離のストレートとヘアピンないしシケインの組み合わせで、ブレーキには厳しいコースであった。抜きどころに乏しく、実際のレースではコーナリング速度に優れる車両が、ストレートだけ速い車両を抜きあぐねるといったシーンも見られた。また、日本のサーキットには珍しい路面μが低い舗装を採用していたため、外国人ドライバーが得意としており、雨が降ると技術の差が顕著に出るコースで、レース中のアクシデントも多かった。「何かが起こる美祢」と呼ばれ、パッシングポイントが少ない割に好レースが繰り広げられることも多かった。
フォーミュラ・ニッポン、全日本ロードレース選手権、全日本F3選手権、スーパー耐久など4輪・2輪ともに全日本クラスのレース興行も行われていたため、特にオートポリス開業以前では九州・中国地方のモータースポーツの中心地であり、またサーキット初心者や中級者を対象にした走行会（「水チャレ」と呼ばれている）やジムカーナ練習会を開き、一般の車好きの人々にも手軽に参加できるイベントとして親しまれていた。また、トヨタ自動車のAE101型カローラレビンのCMの撮影（片山右京がドライバーとして出演）にも使われた。規模の大きなレースが開催される際は、山陽本線小月駅から臨時バスが運行されていた。
しかし、サーキット本体やゴルフ場「セントラルパークゴルフ倶楽部」の経営不振により2002年8月5日に運営会社を含む土井不動産グループが民事再生手続きへ入り、2003年10月6日に再生手続きの一環として、MINEサーキットの経営権がタカラの子会社であるチョロQモーターズ（CQ Motors）へと譲渡された。譲渡後は名称こそ変わっても、基本的に同じ運営形態がとられた。岡山県のTIサーキット英田（現・岡山国際サーキット）とのライセンス共通化など、新しい試みも行われたが、場内設備については老朽化も指摘された。
さらに2006年1月13日、タカラが3月に同業種であるトミーと合併するのに伴い、不採算部門の整理を理由にMINEサーキットを2006年2月28日を以って閉鎖すると発表。新たな受け入れ先が模索され、同年1月17日にマツダが同サーキットの用地及び施設を取得。経営権の委譲後、スタンドやピット等を撤去して開発車両のテストコースとして運用していくことが発表され、同年2月28日をもってサーキットとしての歴史を閉じた。
サーキット閉鎖の発表が突然だったため、2006年に同地で開催予定だったフォーミュラ・ニッポンやスーパー耐久、2輪の全日本ロードレース選手権など多くのレースイベントが開催場所の変更、もしくは開催中止を余儀なくされた。また西日本におけるモータースポーツの中心地であったこと、INGINGなど有力なレーシングチームの本拠地が近いことなどから、モータースポーツ関係者の間からはサーキットとしても営業の継続を望む声が多く上がっていた。

## その他
- 美祢インターチェンジから37km離れた位置にありインターチェンジから一般道で1時間以上かかる交通の便が悪いサーキットであった。しかし1997年（平成9年）9月13日に美祢西インターチェンジがすぐ近傍（3.7kmの距離）に開設され、アクセスが格段に向上した。
- 1988年10月22日(予選)・23日(決勝)に行われた全日本F3選手権・第9戦では、ジャニーズ事務所所属(当時)の人気タレントでレース活動を開始した近藤真彦のF3デビュー戦となり（結果は予選落ち）、上記のように交通の便が悪い立地にもかかわらず、2日間で30,000人の観客が訪れた。近藤のファン層から来場する大半を若い女性が占め、それまでとはサーキットの雰囲気が異なる一戦となった[4]。
- サーキット北側に、セントラルパークゴルフ倶楽部が同一経営にて運営されていた[5]。同社清算後は長州産業に運営を譲渡され、2022年現在も存続している。
- サーキット周囲には、ガソリンスタンド1軒、コンビニ1軒あるのみで立地は不便であった。ガソリンスタンドも営業開始時刻が遅く、またコンビニも、晩年には閉店してしまうなど、サーキット走行の利用者には不便な立地であった。
- サーキット内部にログハウス風のレストランが併設されていた。場所はWシケインと呼ばれていた低速コーナーを見下ろすパドックの端で、観戦スポットにもなっていた。老朽化が指摘されており閉鎖前に改築されたが、サーキット閉鎖後に撤去された。
- 閉鎖前のサーキットについては、youtubeなどに保管されている動画を以って、その様子を知ることができる。
  - ジムカーナ場メインイベントの際は駐車場として使用された。
- 閉鎖後に、マツダ車ユーザーのイベントのために解放されたことがあり、コースのパレード走行が開催された。ただし無改造車に限る・先導車付きで1周のみと厳しい制限があり、従来のようなサーキット走行は一般者に許可されていない。
- パドックのピットにマツダ・787Bが動態保存されている。

## 美祢自動車試験場
2006年2月28日をもってサーキットとしての歴史を閉じ、同年5月18日にマツダの2つ目のテストコースである美祢自動車試験場としての開所式が行なわれた。主にマツダの新型車開発のテストコースとして使われる。2008年1月に「美祢市走ろう大会」と呼ばれる市民マラソン大会が開催された。2009年と2010年に「マツダコレッチィオーネ」が開催され、事前登録制で美祢自動車試験場が一般者に開放された。コースも先導車付きでパレードが行われた。
自動車試験場となった後サーキットには以下のような改修が行なわれた。
- サーキットコースをぐるりと囲んでいた連絡用通路は、周囲の山を崩すなどして拡張整備され、道幅8m・全周2.9kmの周回路として走行テストに使用できるようになった。
- メインゲートは廃止され、駐車場は半径80mの大型旋回場となった。サーキット時代のサブゲートが自動車試験場の正門として整備された。
- メインストレート近くの駐車場（山側）は再舗装され、フリーフラットコースとなった。
- 路面のサーキット用の舗装は全面的に剥離され、一般道路用の舗装がなされた。またコースにセンターラインを引く案もあったが実施されなかった[6]。

保有設備
- 既存設備
  - 総床面積  6,128.91m2（事務所他、地上工作物一切）
  - 試験路 周回路（3.33km）、コントロールタワー、汎用試験路等
- 増設設備
  - 大型旋回場 車両旋回性能評価
  - 高速平坦路 スラローム性能評価
  - 中速ハンドリング路 欧州ハンドリング性能評価